# Ulrike Hahn
Ulrike Elisabeth Hahn (* 17. Juni 1963 in Mannheim) ist eine deutsche Psychologin und Kognitionswissenschaftlerin. Sie ist Hochschullehrerin an der Birkbeck, University of London in Großbritannien.

## Werdegang
Ulrike Hahn studierte Jura in Tübingen und München. Sie schloss 1992 ihr Referendariat ab und 1993 ihr zweites juristisches Staatsexamen. Im gleichen Jahr erlangte sie einen Master in Cognitive Science and Natural Language der University of Edinburgh, UK. Sie promovierte 1996 am Department of Experimental Psychology der University of Oxford, UK. Von 1996 bis 1998 war sie Dozentin am Department of Psychology der University of Warwick, UK. Von 1998 bis 2012 war sie Lehrbeauftragte an der School of Psychology der Cardiff University, UK.
Seit 2012 ist Hahn Professorin am Department of Psychological Sciences und Direktorin des Centre for Cognition Computation and Modelling der Birkbeck, University of London, UK. Von 2013 bis 2014 hatte sie die Hesselgren Professur am Institut für Philosophie an Universität Lund, Schweden inne. Seit 2015 ist sie Consulting Editor des wissenschaftlichen Magazins Psychological Review. Von 2015 bis 2016 hatte sie eine Gastprofessur am Munich Centre for Mathematical Philosophy der Ludwig-Maximilians-Universität München.

## Forschung
Hahn forscht an der menschlichen Rationalität mit einem Schwerpunkt auf Entscheidungsfindung, Urteilsbildung und die Rationalität alltäglicher Argumentation. Sie befasst sich mit Denkfehlern bei informellen Argumenten und untersuchte sie systematisch aus der Perspektive der kognitiven Psychologie. Sie untersucht dazu die Rolle der (wahrgenommenen) Zuverlässigkeit der Quelle für unsere Überzeugungen und die Rolle kommunikativer, sozialer Netzwerke.
Sie forscht auch an der Kategorisierung und Wortähnlichkeit von Sprachen und dem Einfluss auf den Spracherwerb.

## Auszeichnungen
- seit 2022 korrespondierendes Mitglied der Bayerischen Akademie der Wissenschaften
- 2018 Computational Modeling Prize: Applied Cognition der Cognitive Science Society
- 2017 Ehrendoktorwürde der Universität Lund
- seit 2015 Mitglied der Nationalen Akademie der Wissenschaften Leopoldina[4]
- seit 2015 Mitglied der Association for Psychological Science
- 2014 Anneliese Maier‐Forschungspreis der Alexander von Humboldt‐Stiftung[5]
- 2013 Kerstin Hesselgren Professorship des Swedish Research Council
- 2011 British Psychological Society Cognitive Section Prize[6]